# Вайднер, Валентин Оттович
Валентин Оттович Вайднер (1902, Уфа — 26 апреля 1938) — уфимский архитектор конструктивизма.

## Биография
Относится к семье уфимских кондитеров и пекарей Вайднеров немецкого происхождения. Его дед приехал в Российскую Империю из Тюрингии, начав работать в Санкт-Петербурге «мальчиком» в булочной своего земляка. Освоив профессию булочника, переселился в Уфу, к своему старшему брату. Позже приобрёл пекарню, на которой работал он сам и несколько нанятых рабочих, что вскоре сделало его известным в городе кондитером со своим магазином. В 1914 году, когда началась Первая мировая война, губернские власти лишили его, как иностранного подданного, недвижимого имущества. И до конца своих дней Вайднер больше не фигурировал в списках уфимских кондитеров.
В 1915 году, по причине недоверия к иностранным подданным, Валентин Вайднер исключён из Уфимского городского училища. Вскоре поступил на работу в подмастерья в бондарной мастерской и научился мастерить бочки для засола овощей. По-настоящему продолжил обучение в 1918 году в советской школе второй ступени. После окончания Гражданской войны стал посещать занятия в художественной мастерской, которая начала работать при Дворце культуры (Аксаковский народный дом, ныне — здание театра оперы и балета).
В начале 1920-х годов выехал вместе с братьями в Веймарскую республику. Два года работал на бондарных предприятиях, продолжил обучение в техническом училище по деревообработке. В 1923 году семейство вернулось в Уфу.
В 1926 (1927) году успешно окончил Государственные архитектурно-художественные мастерские в Казани по специальности «Архитектура», и вскоре направлен обратно в Уфу. В 1929 году принят в штат на должность проектировщика в трест «Башгоспроект».
Арестован 19 ноября 1937 года по статьям 58-6, 58-8, 58-9, 58-11, и приговорён к высшей мере наказания. Расстрелян 26 апреля 1938 года. Реабилитирован в августе 1957 года.

## Наследие
Автор проектов, построенных в стиле конструктивизма в 1932 году: здания объединения «Башхлеб» (Театральная улица, 5), здания треста «Башкиргеология» (улица Ленина, 37), и здания управления треста «Башжелдорстрой» и железнодорожного техникума (улица Карла Маркса, 12 корпус 4, ныне — учебные корпуса № 3, № 4 УГАТУ). В 1933 году принял участие в проектировании Дома отдыха Совнаркома Башкирской АССР.